# Hegeler Wald

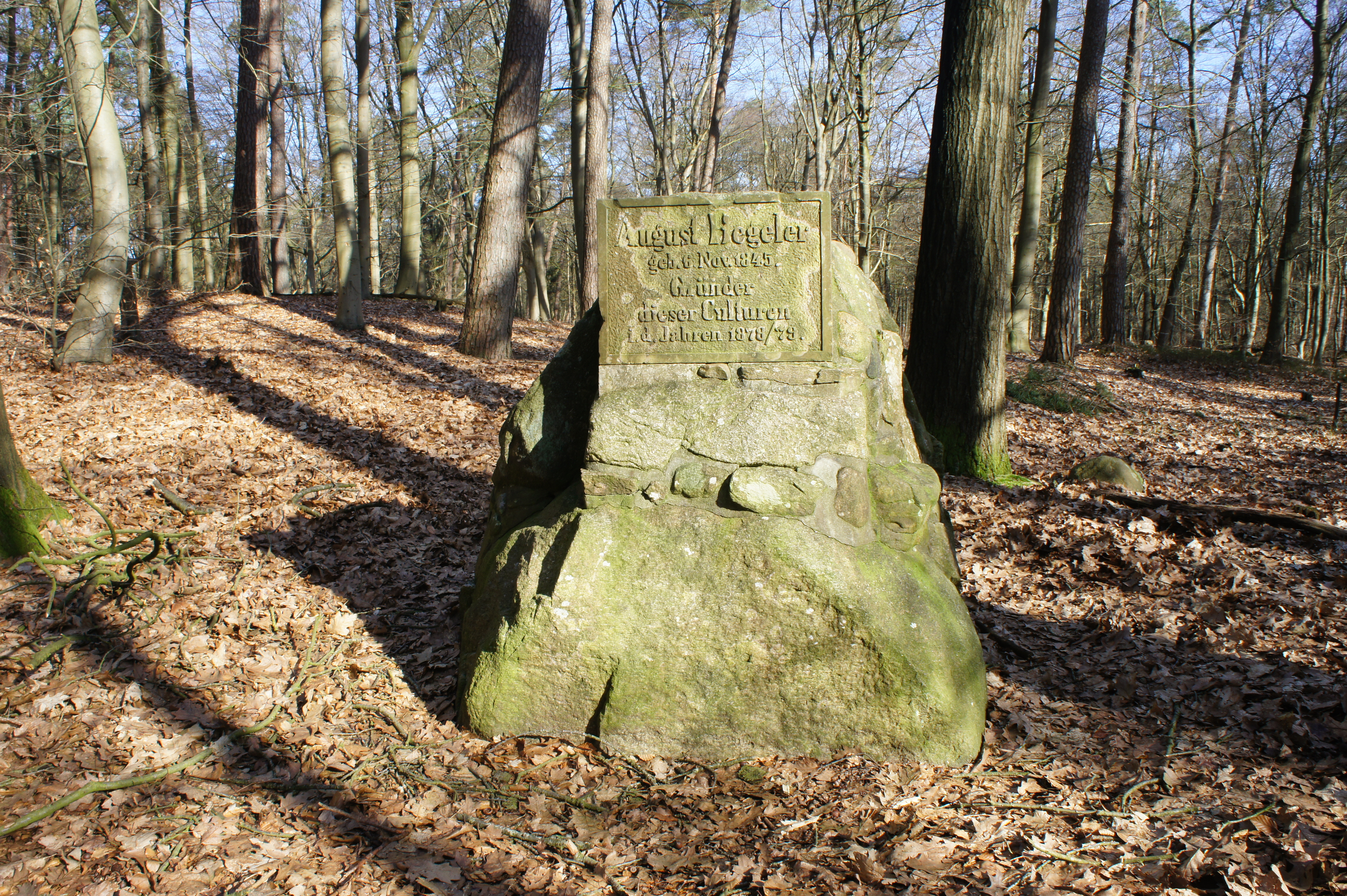
Hegeler Wald Denkmal

Der Hegeler Wald ist ein ausgedehntes Waldgebiet von 765 Hektar Größe im Bereich des Ortsteils Huntlosen der Gemeinde Großenkneten im Landkreis Oldenburg im nordwestlichen Niedersachsen. Er ist nach August Hegeler (* 6. November 1845; † 27. März 1881), einem Oldenburger Bankdirektor, benannt. Hegeler besaß ein 132 Hektar großes Heidegrundstück in Huntlosen, das er nach einem Heidebrand 1878/1879 planmäßig aufforsten ließ. Sein Ziel war die Verschönerung der öden Landschaft. Heute erinnert das Hegeler Wald Denkmal, eine Steintafel, die auf einem Felsen angebracht wurde, an diese Leistung.
Am 21. Mai 1881 verkaufte seine Witwe das Gebiet für 39.500 Mark an das Großherzogtum Oldenburg. Bis 1907 wurde es durch staatlichen Ankauf weiterer Flächen erheblich vergrößert. Zusätzliche, umfangreiche Anpflanzungen verbanden dieses Waldgebiet mit dem uralten Bestand der „Döhler Wehe“.
Im Gebiet des Hegeler Waldes befinden sich die – zum Teil zerstörten – Überreste von Großgräbern aus der Stein- bzw. Bronzezeit.
Der so genannte Jahrhundertsturm des Jahres 1972 vernichtete 425 Hektar der Bestände, so dass zwischen 1974 und 1982 fast 2,5 Millionen Bäume neu angepflanzt werden mussten.